# Ernest Chaplet
Pour les articles homonymes, voir Chaplet.
Ernest Chaplet, né à Sèvres (Seine-et-Oise) le 8 juillet 1835 et mort à Choisy-le-Roi (Seine) le 16 juin 1909, est un sculpteur et céramiste français.

## Biographie

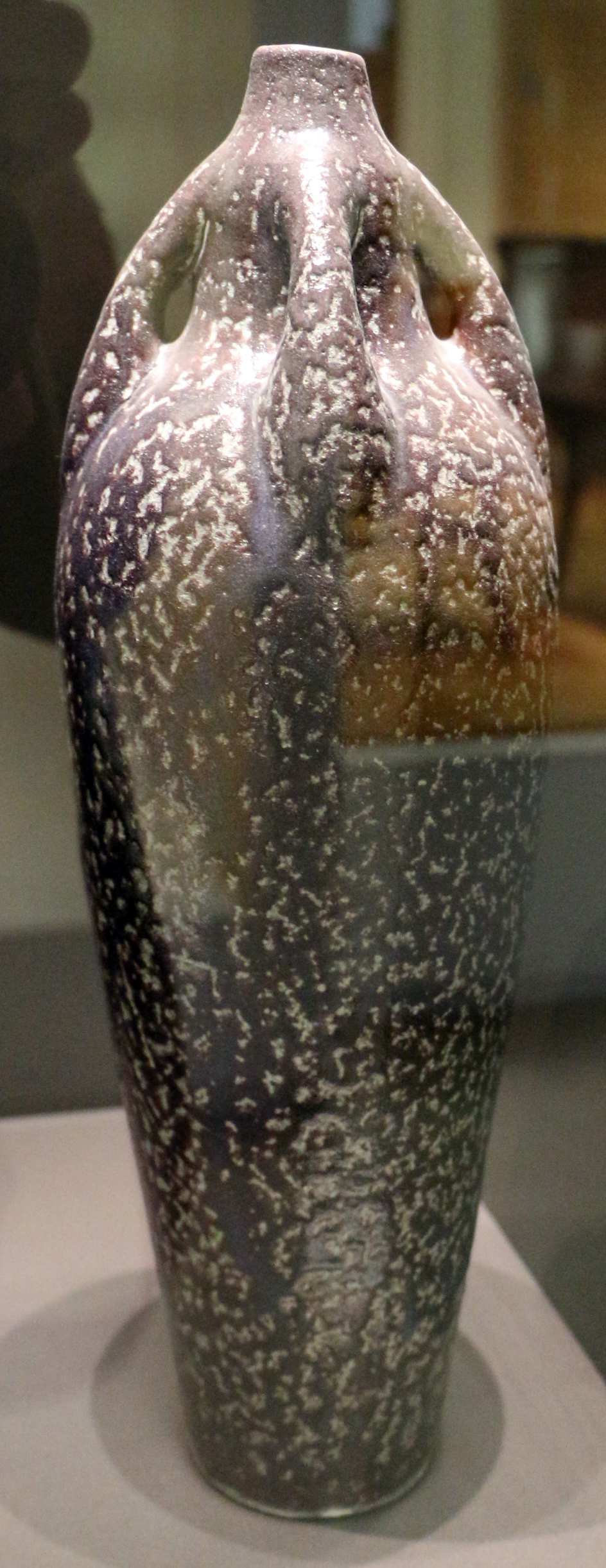
Vase (vers 1899), Paris, musée d'Orsay.

Ernest Chaplet commence sa carrière comme apprenti à Sèvres. Il devient le collaborateur de François Laurin à la faïencerie de Bourg-la-Reine de 1857 à 1874 où il produit des terres cuites peintes. Ils mettent au point ensemble en 1871 des barbotines. Il est l'époux de Julia Boyer.
À partir de 1875, il se livre à des expériences dans son atelier situé dans les dépendances de la manufacture d'Auteuil. Celle-ci est alors dirigée par Charles Haviland, le fils de David Haviland, fondateur de la société. Haviland créera un second atelier à Vaugirard, rue Blomet, où le sculpteur Jules Dalou travaille avec Chaplet de 1882 à 1884.
En 1882, Chaplet prend la direction des ateliers parisiens de Charles Haviland. Haviland lui cède ses ateliers d'Auteuil en 1885. La même année, avec la collaboration du peintre Émile-Aubert Lessore (1805-1876), il présente ses œuvres à l'Exposition universelle de Paris. La production de cette époque est caractérisée par l'abandon des grès brun brut pour des grès émaillés avec une stylisation japonisante.
Chaplet crée sa propre manufacture à Bourg-la-Reine en 1875, qu'il conservera jusqu'en 1887. Ensuite, il s'installe définitivement à Choisy-le-Roi où il perfectionne les émaux colorés dont particulièrement un flammé rouge. Il s'inspire de formes chinoises. Il exauce son rêve de maîtriser le procédé de fabrication du fameux « sang de bœuf ». Ce procédé basé sur un émail dit « rouge de cuivre » a été découvert en Chine au XIIIe siècle et redécouvert à la manufacture nationale de Sèvres. Il doit ce succès à sa collaboration avec Alexandre Bigot. Cela lui vaudra le surnom de « maître des flammés ». En 1886, il rencontre le peintre Paul Gauguin et le forme à la céramique.
Il vend à Auguste Delaherche l'un de ses ateliers situé au 157, rue Blomet le 4 octobre 1887.
Vers 1889, Chaplet réalise des traductions en céramique des sculptures de René de Saint-Marceaux, Jules Dalou et Auguste Rodin. Dans une lettre[réf. nécessaire] à Roger Marx, il affirme maîtriser les blancs et les bleutés en 1891.
En 1904, il devient aveugle et renonce à son atelier au profit de son gendre, le céramiste Émile Lenoble.
Il se suicide le 16 juin 1909.

## Œuvres dans les collections publiques
- Boulogne-sur-Mer, château-musée :
  - Brûle parfum, 1888-1895, porcelaine dure, émail bleu et rouge ;
  - Buste d'une petite fille, 1891, d'après René de Saint-Marceaux, porcelaine dure à émail blanc[4] ;
  - Coupe, 1903.
- Limoges, musée Adrien Dubouché :
  - La Parisienne allaitant, 1890-1905, sculpture en grès brun d'après le modèle de 1884 de Jules Dalou[5] ;
  - La Liseuse, sculpture en grès brun d'après le modèle de 1884 de Jules Dalou[6]. Le musée conserve également le plâtre préparatoire[7] ;
  - Grand vase rouge, vers 1890, jarre en porcelaine à couverte sang de bœuf[8].
- Paris :
  - musée d'Orsay :
    - Cache-pot, 1886, grès émaillé à rehauts d'or ;
    - Boîte, 1900, d'après Jean-Désiré Ringel d'Illzach.

  - Petit Palais : Femme assise se coiffant, 1882 et 1885, statuette en faïence d'après le modèle de Jules Dalou[9].
- Sèvres, musée national de Céramique :
  - Vase cornet, 1860 ;
  - Vase, 1872-1881, grès cérame, réalisé à l'atelier d'Auteuil.
- Troyes, musée d'Art moderne de Troyes : Pierrot et Colombine, 1883.

Œuvres d'Ernest Chaplet
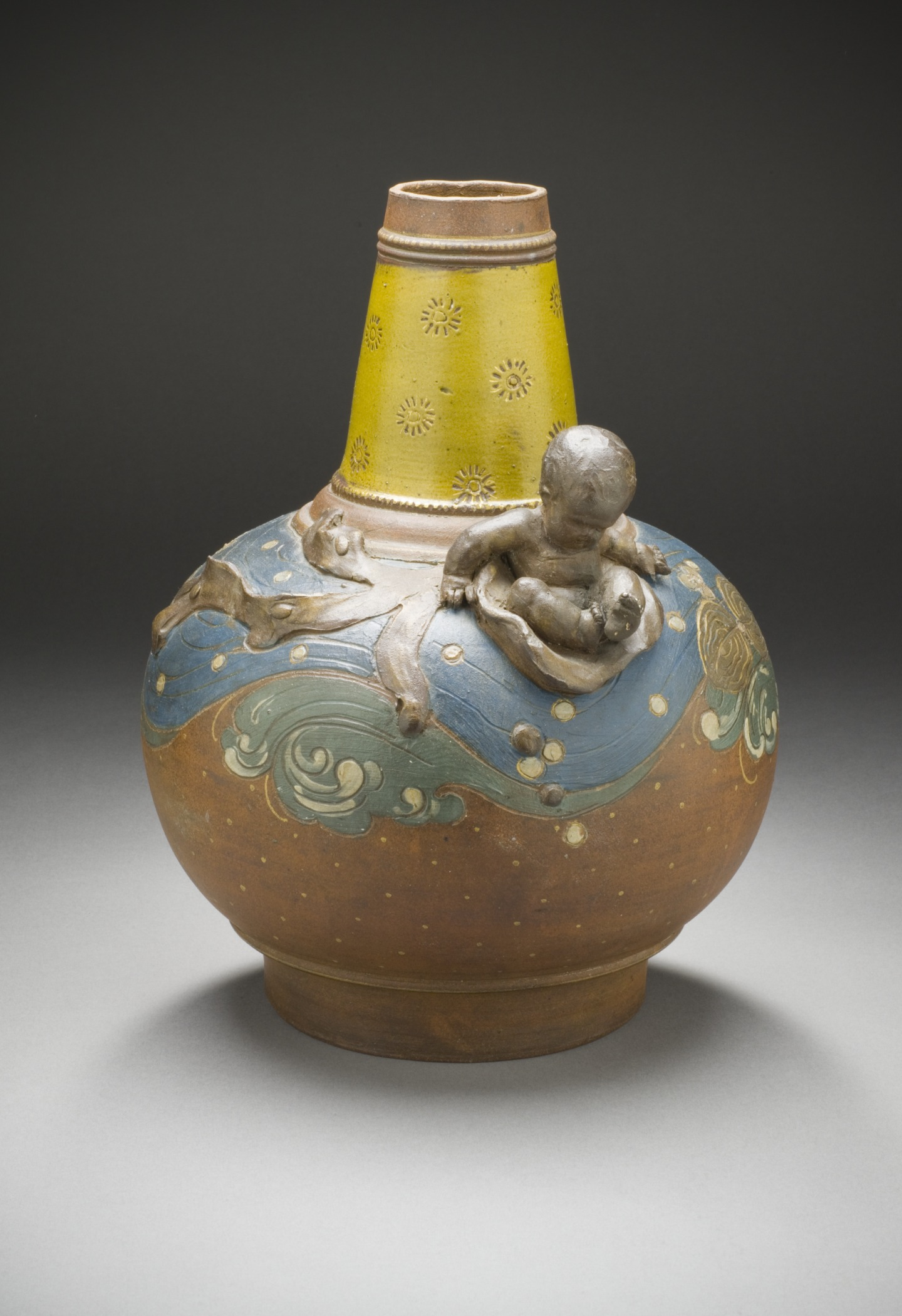
Vase (vers 1881-1887), manufacture Haviland, musée d'art du comté de Los Angeles.
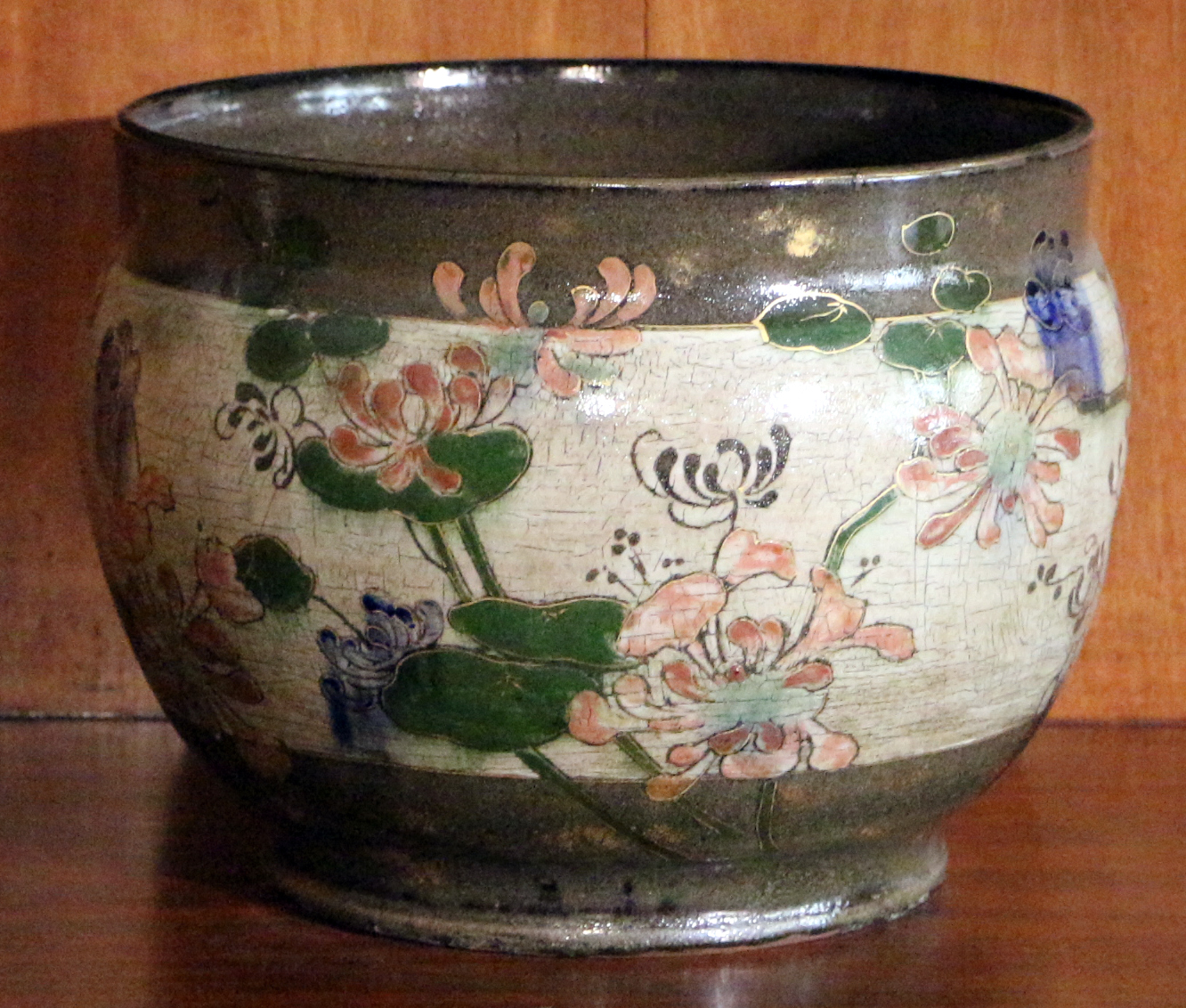
Cache-pot (1886), Paris, musée d'Orsay.
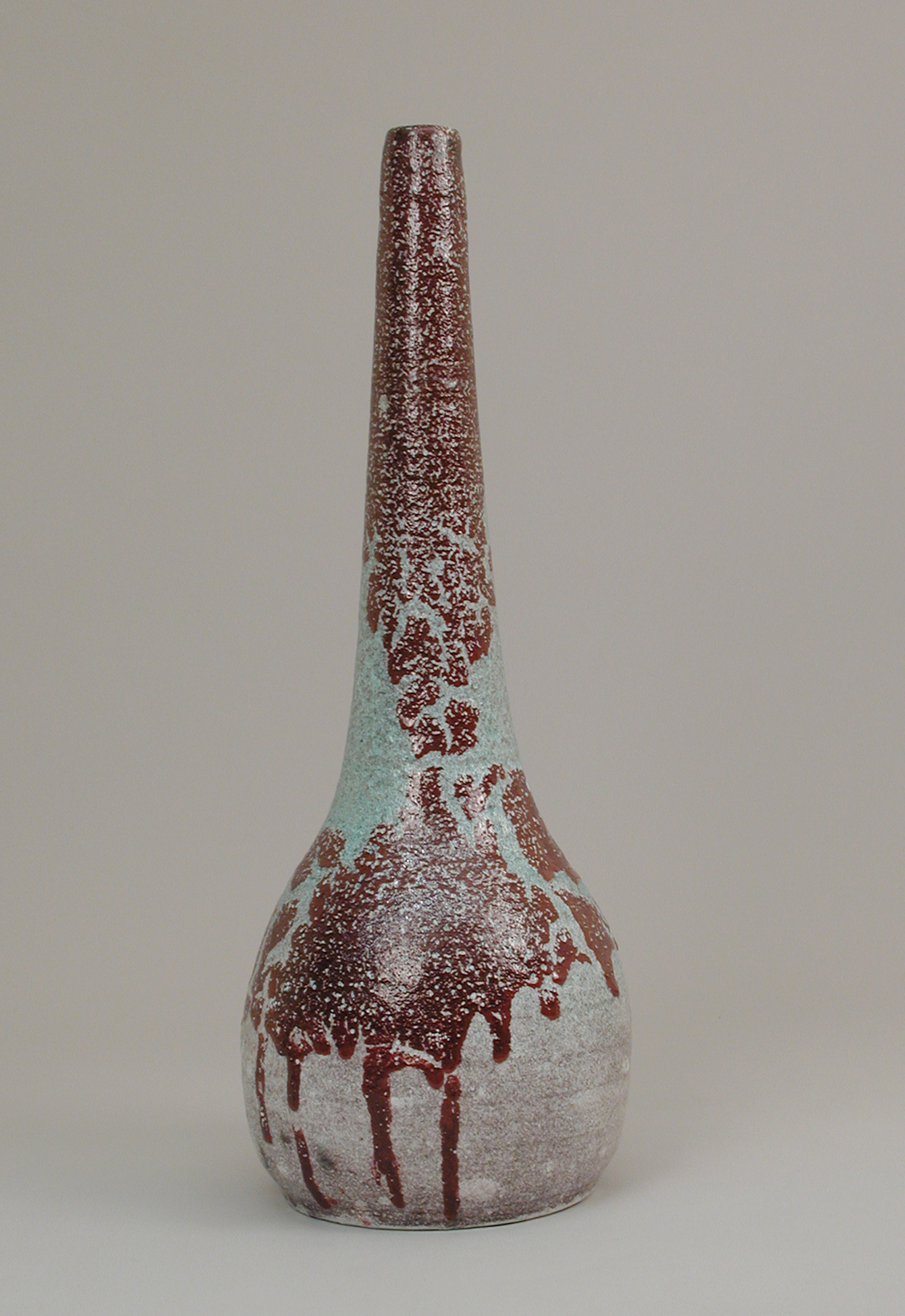
Vase bouteille (vers 1890), New York, Metropolitan Museum of Art.
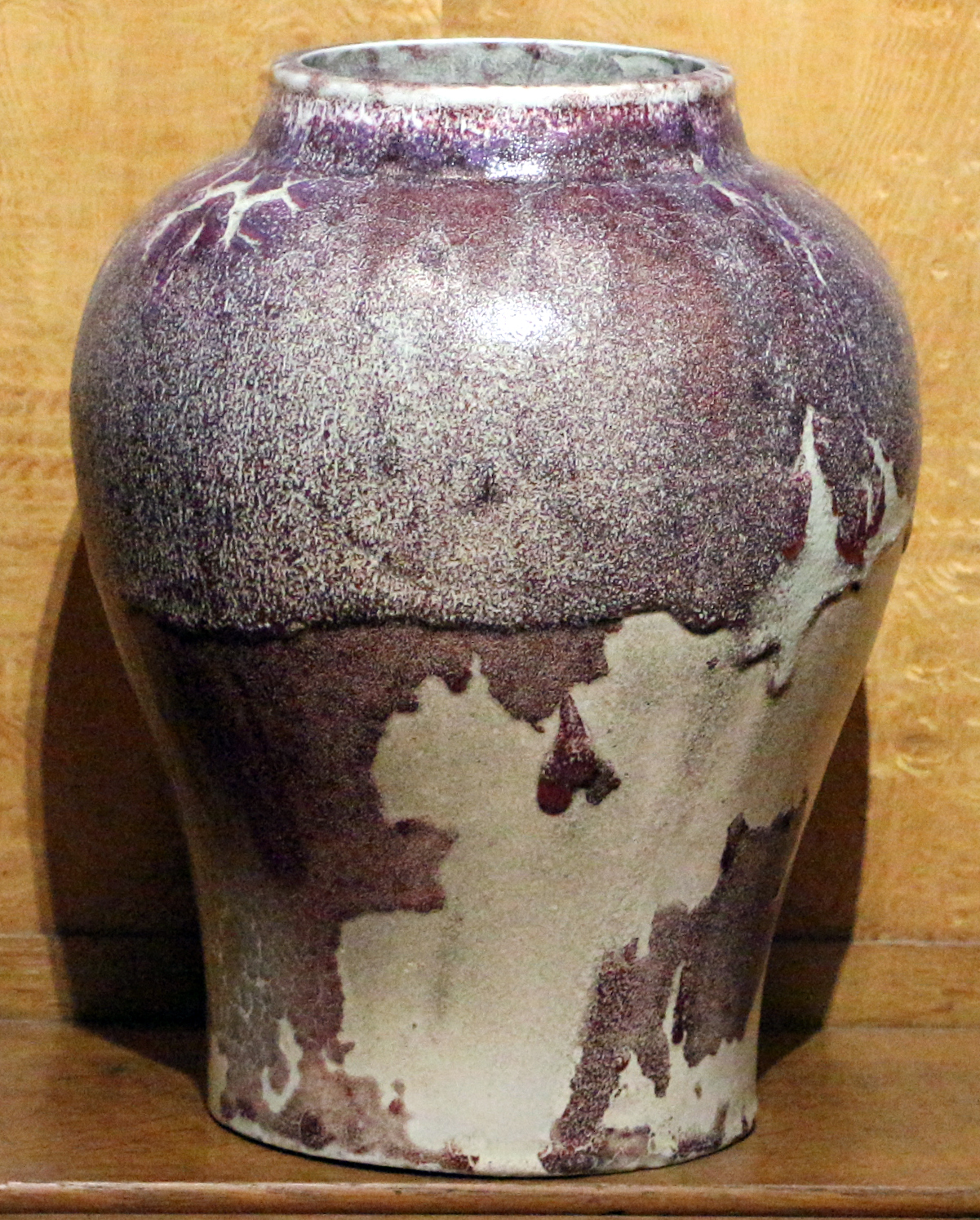
Vase (vers 1900), porcelaine, Paris, musée d'Orsay.

## Expositions
- Paris, Exposition universelle de 1885.
- « La céramique française », Istanbul (Turquie), 1970.
- Exposition du musée des arts décoratifs au pavillon de Marsan, Paris, 1976.
- « Le japonisme », Paris, 1988.
- « De l'impressionnisme à l'art nouveau », acquisitions du musée d'Orsay, Paris, 1996.